# Sinacosa
Genre
Sinacosa est un genre d'araignées aranéomorphes de la famille des Lycosidae.

## Distribution
Les espèces de ce genre sont endémiques de Chine.

## Liste des espèces
Selon World Spider Catalog (version 26, 16/07/2025) :
- Sinacosa gaoi Wang, Lu & Zhang, 2023
- Sinacosa nangunheensis Wang, Yang & Zhang, 2025

## Systématique et taxinomie
Ce genre a été décrit par Wang, Lu et Zhang en 2023 dans les Lycosidae.

## Publication originale
- Wang, Lu & Zhang, 2023 : « Sinacosa, a new trapdoor-building genus of Lycosidae (Araneae) from China. » Acta Arachnologica Sinica, vol. 32, no 1, p. 1-7.